# Hugo Ball
 (janvier 2014).
Si vous disposez d'ouvrages ou d'articles de référence ou si vous connaissez des sites web de qualité traitant du thème abordé ici, merci de compléter l'article en donnant les références utiles à sa vérifiabilité et en les liant à la section « Notes et références ».
Œuvres principales
Manifeste DaDa (1916)
Hugo Ball est un écrivain et poète dadaïste allemand, né le 22 février 1886 à Pirmasens en Allemagne et mort le 14 septembre 1927 à Sant'Abbondio (Gentilino) en Suisse.

## Biographie
Hugo Ball est élevé au sein d'une famille catholique fervente et stricte dominée par la foi sévère de la mère. À la suite d'une dépression nerveuse, le jeune Hugo Ball est autorisé à quitter un poste d'apprenti dans une usine de cuir pour s'inscrire à l'université de Munich. Il y étudie la littérature allemande, la philosophie et l'histoire. Désireux de donner un « sens philosophique » à sa vie, il s'intéresse à l'anarchisme russe, à la psychanalyse naissante, à la mystique hindoue.
En 1910, il entre à l'école d'art dramatique de Max Reinhardt, puis travaille comme directeur et régisseur de théâtre. Il écrit des pièces, des poèmes et des articles pour des journaux expressionnistes. Il rencontre un écrivain expressionniste Hans Leybold avec qui il écrit des poèmes signés du pseudonyme Ha Hu Baley. En 1913, il rencontre le peintre Vassili Kandinsky, chef de file du groupe expressionniste Der Blaue Reiter et un étudiant en médecine Richard Huelsenbeck.
En 1914, Hugo Ball est réformé du service militaire pour raison de santé. Dans les derniers mois de la même année, il se rend, à titre personnel, sur le front en Belgique. À son retour, il quitte Munich pour Berlin et le théâtre pour la philosophie politique. Il découvre les écrits des anarchistes Petr Kropotkine et Mikhaïl Bakounine sur lequel il commence l'écriture d'un livre (qu'il n'achèvera pas). Il fréquente le "Café des Westens" et rencontre de jeunes poètes tel que Johannes Becher, Georg Heym, Klabund. Il y retrouve Richard Huelsenbeck et, ensemble, ils organisent des manifestations contre la guerre et en souvenir des poètes tués au combat dont son ami Leybold.
Lors d'un séjour à Munich, il fait la connaissance d'une chanteuse de cabaret, Emmy Hennings. 
Avec elle il va à Zurich en 1915. Ils vont vivre en Suisse dans une quasi-misère plusieurs mois. Pour échapper au service militaire en Allemagne, Hugo Ball vivait sous un nom d'emprunt, sans emploi, clandestinement. Il fit même de la prison, la police suisse ayant découvert qu'il usurpait son identité. En automne il trouva enfin une troupe de théâtre qui permit, à lui et sa compagne, de mieux vivre : les flamingo. Pendant les tournées il continue de se passionner pour la culture allemande, et entame un travail d'écrivain ou de journaliste. Il devint un pacifiste convaincu, et entame une correspondance avec le futuriste Marinetti. Il rêve d'un art vivant, irrationnel, primitif, complexe, un art qui laisse des documents non d'édifications mais de paradoxes.
Le 5 février 1916 marque la naissance du mouvement dada par la grâce des poètes Hugo Ball, Richard Huelsenbeck, Tristan Tzara, des peintres Jean Arp, Marcel Janco, Sophie Taeuber et d'une page de dictionnaire prise au hasard. Ils investissent une taverne de la Spiegelstrasse, la transforment en café littéraire et artistique et la rebaptisent "Cabaret Voltaire". Pour gagner la confiance du propriétaire des lieux, Hugo Ball prétend vouloir perpétuer la tradition berlinoise et parisienne des cabarets d'avant-guerre, mais, en réalité, il affiche d'autres ambitions plus radicales : esprit de négation et de dérision, destruction volontaire du langage, création d'une autre langue non corrompue par les conventions, invention de la poésie sonore et onomatopéique à la fois scandée, si possible par des instruments de percussion, et criée dans des accoutrements inédits tel ce costume en carton rigide et argenté figurant un phallus.

Le programme de la soirée du 17 juillet 1916 annonce, entre autres, la participation collective et simultanée de Ball, Huelsenbeck, Janco et Tzara pour un poème simultan « La Fièvre puerpérale » et des « Chants nègres », une présentation de masques réalisés par Janco accompagnant une suite de poèmes "mouvementiques", "bruitistes" et concert de voyelles, et enfin, « Der Drei Dada-Tänze » sur une musique d'Hugo Ball.

"Ce que nous appelons Dada est un jeu de fous dans le vide, qui a impliqué tous les grands problèmes […] tel un geste de gladiateur ; un jeu avec des restes minables […] l'exécution de la moralité prétendue", lettre à Richard Huelsenbeck du 28 novembre 1916.

En mars 1917, avec la collaboration de Tzara et de Huelsenbeck, il ouvre la Galerie Dada qui propose conférences, spectacles et visites d'expositions à caractère pédagogique. Il ne rejoint pas Tzara sur l'ambition d'élargir Dada en un vaste mouvement international.
En mai 1917, il quitte Zurich pour Berne et rompt définitivement avec les dadaïstes pour une activité journalistique (collaboration avec "Die Freie Zeitung" (Le Journal libre)) et politique. Reprenant un ouvrage commencé en 1915, il publie « Critique de l'intelligentsia allemande » contre la ferveur nationaliste et le militarisme prussien.
En 1920, il épouse Emmy Hennings et se retire dans un village suisse, Agnuzzo au-dessous de Montagnola au Tessin. Dès lors, il ne s'intéresse plus qu'à l'étude du christianisme des débuts et prépare une vie des saints des Ve et VIe siècles. Il écrit aussi une biographie d'Hermann Hesse qui habite Montagnola et avec lequel il se lie d'amitié.

En 1927, il publie son journal intime de la période 1910-1921 sous le titre « La fuite hors du temps ».

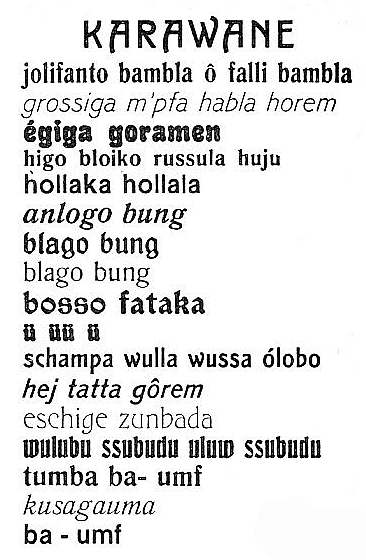

Le fonds d'archives de Hugo Ball se trouve aux Archives littéraires suisses à Berne.

## Œuvres
- « Karawane », poème, 1917
- « Flametti », roman, 1918
- « Zur Kritik der Deutschen Intelligenz (Critique de l'intelligentsia allemande) », 1919
- « Tenderenda, der Phantast », recueil de poèmes, 1911-1922.
- « Tenderenda, le fantasque », Éditions Vagabonde, 2005.
- « Die Flucht aus der Zeit (La Fuite hors du temps) », 1927.
- « Hermann Hesse. Sa vie, son œuvre », première publication à Berlin en 1927. Traduction Sabine Wolf, Dijon, Les Presses du réel, 2000.
- « Flametti ou Du dandysme des pauvres », Éditions Vagabonde, 2013.
- Dada à Zurich. Le mot et l'image (1915–1916), traduction de Sabine Wolf, Dijon, Les Presses du réel, 2006.